# Synarmadillo pallidus
Synarmadillo pallidus là một loài chân đều trong họ Armadillidae. Loài này được Arcangeli miêu tả khoa học năm 1950.